# Black Eagle (giocatore di lacrosse)
Black Eagle, conosciuto anche come Bill Austin (luglio 1865 – ...), è stato un giocatore di lacrosse canadese, vincitore di una medaglia di bronzo nel lacrosse maschile a squadre ai Giochi della III Olimpiade.
Era membro del Mohawk Indians Lacrosse Team.

## Palmarès
In carriera ha conseguito i seguenti risultati:
- Giochi olimpici

Saint Louis 1904: bronzo nel lacrosse maschile a squadre.